# Marina Leonidowna Jatschmenjowa
Marina Leonidowna Jatschmenjowa (russisch Мари́на Леони́довна Ячменёва, engl. Transkription Marina Yachmenyova; * 14. Juli 1961) ist eine ehemalige russische Mittelstreckenläuferin, die bis 1991 für die Sowjetunion an den Start ging. Ihren größten Erfolg feierte sie mit dem Vizehalleneuropameistertitel über 1500 Meter 1989 in Den Haag.

## Sportliche Laufbahn
Erste internationale Erfahrungen sammelte Marina Jatschmenjowa vermutlich im Jahr 1987, als sie bei den Weltmeisterschaften in Rom für die Sowjetunion mit 4:10,51 min im Finale auf den 13. Platz im 1500-Meter-Lauf gelangte. Im Jahr darauf belegte sie bei den Halleneuropameisterschaften in Budapest in 4:08,31 min den vierten Platz und 1989 gewann sie bei den Halleneuropameisterschaften in Den Haag in 4:07,77 min die Silbermedaille hinter der Rumänin Paula Ivan. Kurz darauf gelangte sie bei den Hallenweltmeisterschaften in Budapest mit 4:06,52 min auf Rang vier. Daraufhin trat sie international nicht mehr in Erscheinung.

## Persönliche Bestleistungen
- 800 Meter: 1:58,84 min, 30. Juli 1988 in Kiew
  - 800 Meter (Halle): 2:02,11 min, 4. Februar 1989 in Homel
  - 1000 Meter (Halle): 2:36,02 min, 20. Februar 1988 in Moskau
- 1500 Meter: 4:02,84 min, 2. August 1989 in Kiew
  - 1500 Meter (Halle): 4:06,52 min, 4. März 1989 in Budapest